# District de Mohács
Pour les articles homonymes, voir Mohács (homonymie).
Le district de Mohács (en hongrois : Mohácsi járás) est un des 10 districts du comitat de Baranya en Hongrie. Créé en 2013, il rassemble 26 localités dont une ville, Mohács, le chef-lieu du district.
Cette entité existait déjà entre 1886 et 1983, l'année d'une réforme territoriale qui a vu la suppression des districts.

## Localités
| Nom            | Statut  | Superficie (km²) | Population (2013) |
| -------------- | ------- | ---------------- | ----------------- |
| Mohács         | Ville   | 112,23           | 17 738            |
| Bár            | Commune | 9,00             | 556               |
| Bezedek        | Commune | 11,36            | 236               |
| Dunaszekcső    | Commune | 36,75            | 1 968             |
| Erdősmárok     | Commune | 8,14             | 90                |
| Feked          | Commune | 19,33            | 204               |
| Görcsönydoboka | Commune | 9,51             | 363               |
| Himesháza      | Commune | 17,54            | 1 046             |
| Homorúd        | Commune | 44,73            | 616               |
| Ivándárda      | Commune | 7,67             | 238               |
| Kisnyárád      | Commune | 9,03             | 170               |
| Kölked         | Commune | 61,94            | 1 048             |
| Lánycsók       | Commune | 25,40            | 2 426             |
| Lippó          | Commune | 14,53            | 486               |
| Majs           | Commune | 32,06            | 963               |
| Maráza         | Commune | 9,70             | 181               |
| Nagynyárád     | Commune | 24,34            | 743               |
| Palotabozsok   | Commune | 20,19            | 925               |
| Sárok          | Commune | 4,62             | 129               |
| Sátorhely      | Commune | 17,60            | 651               |
| Somberek       | Commune | 31,42            | 1 418             |
| Szebény        | Commune | 14,37            | 319               |
| Székelyszabar  | Commune | 15,48            | 576               |
| Szűr           | Commune | 7,83             | 268               |
| Udvar          | Commune | 4,40             | 132               |
| Véménd         | Commune | 31,81            | 1 411             |